# Lithopoma
Lithopoma là một chi ốc biển lớn, là động vật thân mềm chân bụng sống ở biển thuộc họ Turbinidae.

## Các loài
- Lithopoma americanum (Gmelin, 1791)
- Lithopoma brevispina (Lamarck, 1822)
- Lithopoma caelatum (Gmelin, 1791)
- Lithopoma phoebium (Röding, 1798)
- Lithopoma tectum (Lightfoot, 1786)
- Lithopoma tuber (Linnaeus, 1758)

Đồng nghĩa
- Lithopoma gibberosa (Dillwyn, 1817) : synonym of Pomaulax gibberosus (Dillwyn, 1817)
- Lithopoma gibberosum (Dillwyn, 1817): synonym of  Pomaulax gibberosus (Dillwyn, 1817)
- Lithopoma heliotropium (Martyn, T., 1784): synonym of Astraea heliotropium (Martyn, 1784)
- Lithopoma imbricatum Gmelin, J.F., 1791: synonym of  Lithopoma tectum (Lightfoot, 1786)
- Lithopoma phoebium longispina Lamarck, J.B.P.A. de, 1822: synonym of  Lithopoma phoebium (Röding, 1798)
- Lithopoma tectum americanum (Gmelin, 1791): synonym of Lithopoma americanum (Gmelin, 1791)
- Lithopoma tuber venezuelensis Flores, C. & Cáceres de Talarico, 1980: synonym of  Lithopoma tuber (Linnaeus, 1758)
- Lithopoma undosum (W. Wood, 1828): synonym of  Megastraea undosa (W. Wood, 1828)

## Hình ảnh

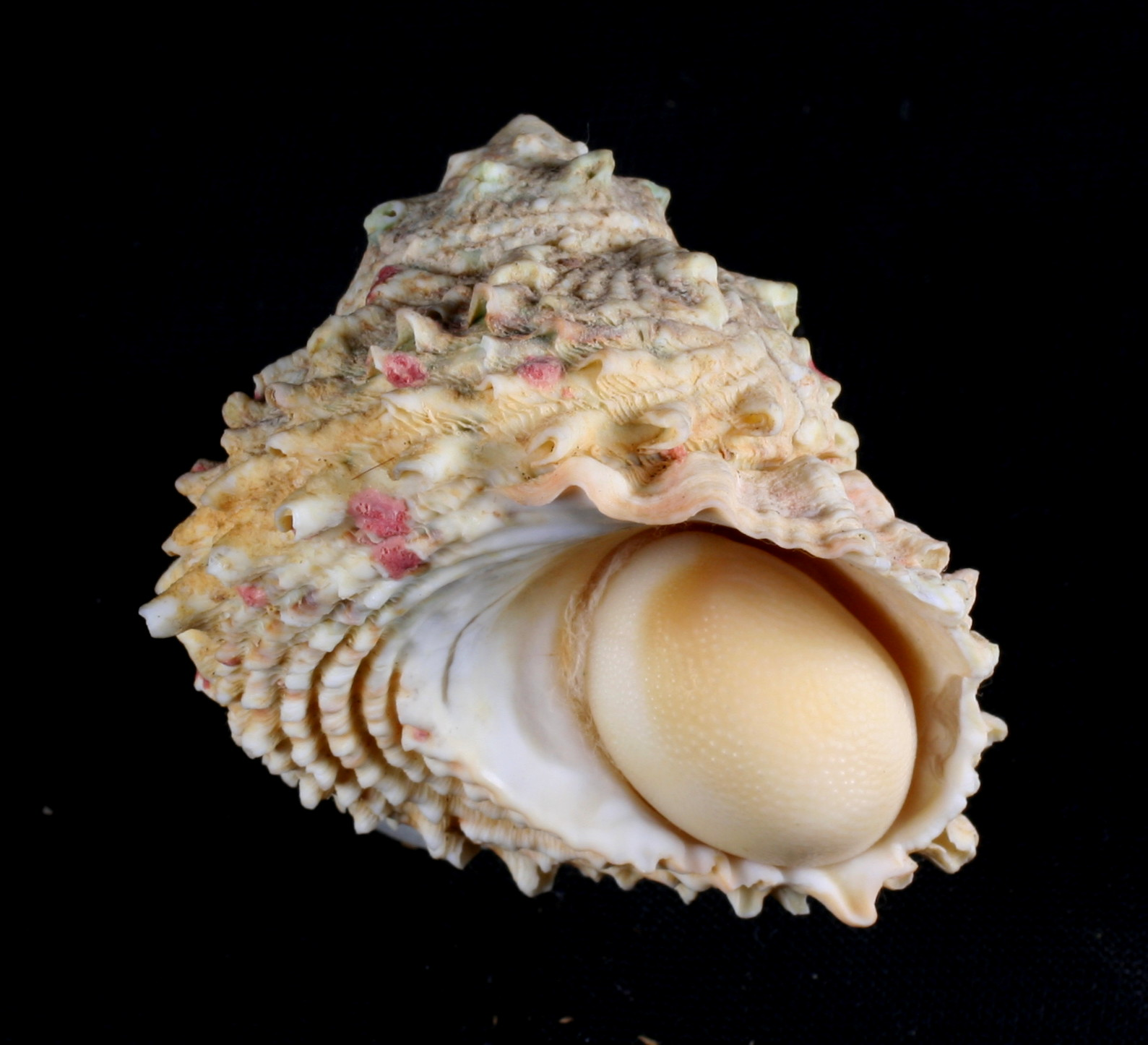
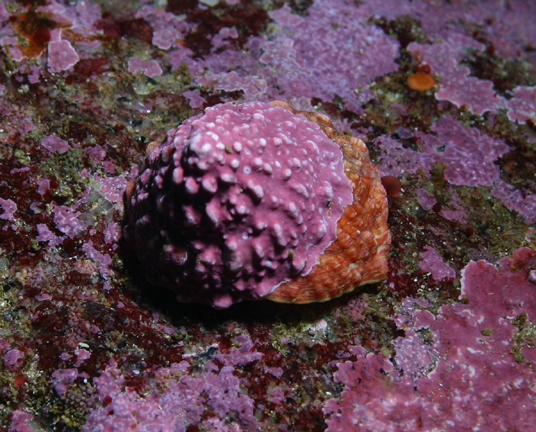